# Hero MotoCorp
Hero MotoCorp — индийская компания, крупнейший в мире производитель двухколёсного транспорта (мотоциклов и скутеров) по объёму продаж; на индийском рынке мотоциклов имеет долю 46 %.

## История
В 1956 году в городе Лудхиана (штат Пенджаб) Бриджмохан Мунджал (Brijmohan Lall Munjal) основал компанию по выпуску велосипедов Hero Cycles, к 1975 году она вышла на первое место в Индии по их производству. В начале 1980-х годов японская компания Honda искала партнёра для выхода на индийский рынок, и в 1983 году подписала соглашение с Hero Cycles; в 1984 году начало работу совместное предприятие по выпуску мотоциклов Hero Honda. В 1985 году началось производство модели Hero Honda CD100. К 1987 году было выпущено 100 тыс. мотоциклов, а к 1994 году — миллион. В 2001 году компания вышла на первое место в мире по объёму производства мотоциклов (1 млн за год), а Splendor, выпускавшийся с 1994 года, стал самой продаваемой моделью в мире.
Уже с 2008 года между Hero и Honda начались разногласия, Honda начала продажу своих мотоциклов в Индии в обход совместного предприятия, а Hero, в свою очередь, вышла на рынки, не предусмотренные соглашением с партнёром (она могла экспортировать только в Бангладеш и Непал). В 2011 году Honda продала свою долю семье Мунджал (владельцам Hero Cycles), и Hero Honda была переименована в Hero MotoCorp. В 2012 году компания решила выйти на рынок Северной Америки, купив 49-процентную долю в компании Эрика Бьюэлла Erik Buell Racing, однако та через три года обанкротилась. В 2022 году вложила 60 млн долларов в американского производителя электромотоциклов Zero Motorcycles.

## Деятельность
В 2022 году было произведено 4,94 млн мотоциклов и скутеров. Занимает 46 % рынка мотоциклов в Индии, а также экспортирует в страны Юго-Восточной Азии, Африки, Ближнего Востока и Латинской Америки.
Основными моделями являются Karizma ZMR, Xtreme Sports, Achiever 150, New Glamour, Super Splendor и Passion X Pro. У компании 7 заводов, из них 5 в Индии и по одному в Бангладеш и Колумбии. На Индию приходится 95 % выручки компании.